# 库尔索洛-奥拉索
库尔索洛-奥拉索（義大利語：Cursolo-Orasso），是意大利韦尔巴诺-库西亚-奥索拉省的一个市镇。总面积20平方公里，人口110人，人口密度5.5人/平方公里（2009年）。ISTAT代码为103027。